# Liste des comarques d'Andalousie
Cet article liste les comarques (provinces administratives) d'Andalousie.
- province d'Almería
  - Almería
  - Alpujarra Almeriense
  - Filabres-Tabernas
  - Levante almeriense
  - Poniente almeriense
  - Valle del Almanzora
  - Los Vélez
- province de Cadix
  - Baie de Cadix
  - Campiña de Jerez
  - Campo de Gibraltar
  - Costa noroeste de Cádiz
  - La Janda
  - Sierra de Cádiz
- province de Cordoue
  - Alto Guadalquivir
  - Campiña de Baena
  - Campiña Sur Cordobesa
  - Cordoue
  - Subbética
  - Valle del Guadiato
  - Valle Medio del Guadalquivir
  - Valle de los Pedroches
- province de Grenade
  - Accitania
  - Alhama
  - Alpujarra Granadina
  - Baza
  - Costa Tropical
  - Huéscar
  - Loja
  - Los Montes
  - Valle de Lecrín
  - Vega de Granada
- province de Huelva
  - El Andévalo
  - El Condado
  - Costa Occidental
  - Cuenca Minera
  - Huelva
  - Sierra de Huelva
- province de Jaén
  - Campiña de Jaén
  - Jaén
  - El Condado
  - La Loma
  - Sierra de Cazorla
  - Sierra Mágina
  - Sierra Morena
  - Sierra de Segura
  - Sierra Sur
  - Las Villas
- province de Malaga[1]
  - Antequera
  - La Axarquía
  - Guadalteba
  - Costa del Sol Occidental
  - Malaga

Carte des comarques d'Andalousie

  - Comarque Nororiental Málaga (Nororma)
  - Serranía de Ronda
  - Sierra de las Nieves
  - Valle del Guadalhorce
- province de Séville
  - El Aljarafe
  - Bas Guadalquivir
  - Campiña de Carmona
  - Campiña de Morón et Marchena
  - Zone métropolitaine de Séville
  - Écija
  - Sierra nord de Séville
  - Sierra sud de Séville
  - Plaine du Guadalquivir